# Villars-Fontaine
Pour les articles homonymes, voir Villars et Fontaine.
Villars-Fontaine est une commune française située dans le département de la Côte-d'Or en région Bourgogne-Franche-Comté.

## Géographie

### Situation
Villars-Fontaine est dans la moitié sud de la Côte-d'Or. Sa préfecture Dijon est à 32 km au nord-est, sa sous-préfecture Beaune à 18 km au sud, son chef-lieu de canton Nuits-Saint-Georges à 5 km à l'est.
Le parc naturel régional du Morvan est à 55 km à l'ouest (42 km à vol d'oiseau).

### Description
La commune de Villars-Fontaine tourne autour de la montagne de Villars, butte de calcaire au nord-est du bourg, culminant à 491 m sur la commune de Segrois et prolongée au nord par un petit massif d'environ 4,5 km de long (jusqu'à Curley) ; l'étranglement entre les deux monts, se trouve entre Segrois et Concœur. Seule la moitié sud de la montagne de Villars est sur Villars.

### Hydrographie
Le Meuzin, qui coule du nord au sud puis d'ouest vers l'est, marque la limite de commune à l'ouest (avec Meuilley) et au sud (avec Meuilley et Chaux), sur un peu plus de 4 km de long sans interruption. C'est un affluent de la Dheune elle-même affluent de la Saône ; il participe donc au bassin du Rhône, côté Méditerranéen du territoire national. noter que la ligne de séparation des eaux avec les bassins de l'Atlantique et de la Manche n'est qu'à une vingtaine de km à l'ouest, vers Maconge.
Il n'y a pas d'étang sur la commune. L'étang « de Reignier, sous les sources de Reignier, au bord du Meuzin », est appelé étang de Gratte-Dos sur la carte IGN et se trouve à quelque 30 m de la limite de commune mais côté Meuilley.
Par contre s'y trouvent un certain nombre de sources, dont seulement trois sont indiquées sur la carte IGN mais d'autres plus petites peuvent également être présentes. Que ce soit par leur nombre ou par l'importance de leur débit, toujours est-il que Courtépée note leur remarquable abondance vers 1750.[réf. souhaitée]
Un léger pendage fait couler les eaux infiltrées de la montagne karstique vers le village et une couche d'argile les fait jaillir au niveau du village[réf. souhaitée], qui bénéficie ainsi de plusieurs sources ; ce qui a amené le nom de Villars-Fontaine.
.

#### Occupation du sol
Le long du Meuzin à 270 m d'altitude on trouve les prairies et les cultures de céréales et oléagineux sur les terres meubles argilo-calcaires les moins pentues. Le village est à mi-pente au milieu des vignes à 325 m d'altitude. Au-dessus des vignes il y a les friches, hier friches à moutons, aujourd'hui reboisées artificiellement de pins ou naturellement de pins disséminés, de chênes, de houx, d'autres feuillus. Un seul bois ancien : le bois de Vaugloux sur Concœur. Le plateau du sommet de la montagne de Villars est occupé par la forêt de Mantuan.
L'activité principale de Villars est viti-vinicole. Les 290 ha de la commune comprennent entre 60 et 95 ha de vignoble dont la majeure partie est exploitée par cinq viticulteurs de la commune. Aujourd'hui les meilleurs cépages sont le pinot noir vers le clos au Duc et les Gruenchats, et le pinot chardonnay blanc sur les argiles blanches de la Jiromé,.

### Communes limitrophes
LA commune de Villars-Fontaine est limitrophe de quatre autres communes.

### Hameaux et lieux-dits
Il n'y a pas de hameaux sur Villars-Fontaine. La Rochotte, autrefois moulin et ferme au pont du Meuzin à l'ouest sur la route de Villars-Fontaine à Meuilley, est essentiellement sur Meuilley - la seule maison du hameau qui se trouve en rive gauche du Meuzin (donc sur Villars) est au lieu-dit « en Regney ».
Vers Nuits-Saint-Georges, côté nord de la D35, se trouvent les carrières (calcaire de Comblanchien) développées à la fin du XIXe siècle. S'y trouve aussi la gare, vestige du tramway départemental du second quart du XXe siècle, à l'entrée de la combe de la Serrée auprès de deux moulins situés sur la commune de Chaux, sur la rive opposée du Meuzin,.

### Climat
Pour des articles plus généraux, voir Climat de la Bourgogne-Franche-Comté et Climat de la Côte-d'Or.
En 2010, le climat de la commune est de type climat océanique dégradé des plaines du Centre et du Nord, selon une étude du Centre national de la recherche scientifique s'appuyant sur une série de données couvrant la période 1971-2000. En 2020, Météo-France publie une typologie des climats de la France métropolitaine dans laquelle la commune est exposée à un climat océanique altéré et est dans la région climatique  Bourgogne, vallée de la Saône, caractérisée par un bon ensoleillement (1 900 h/an), un été chaud (18,5 °C), un air sec au printemps et en été et des vents faibles. 
Pour la période 1971-2000, la température annuelle moyenne est de 10,2 °C, avec une amplitude thermique annuelle de 16,9 °C. Le cumul annuel moyen de précipitations est de 896 mm, avec 12,8 jours de précipitations en janvier et 7,1 jours en juillet. Pour la période 1991-2020, la température moyenne annuelle observée sur la station météorologique de Météo-France la plus proche, « Savigny Les Bea », sur la commune de Savigny-lès-Beaune à 11 km à vol d'oiseau, est de 11,9 °C et le cumul annuel moyen de précipitations est de 752,9 mm,. Pour l'avenir, les paramètres climatiques de la commune estimés pour 2050 selon différents scénarios d'émission de gaz à effet de serre sont consultables sur un site dédié publié par Météo-France en novembre 2022.

## Urbanisme

### Typologie
Au 1er janvier 2024, Villars-Fontaine est catégorisée commune rurale à habitat dispersé, selon la nouvelle grille communale de densité à 7 niveaux définie par l'Insee en 2022.
Elle est située hors unité urbaine. Par ailleurs la commune fait partie de l'aire d'attraction de Dijon, dont elle est une commune de la couronne,. Cette aire, qui regroupe 333 communes, est catégorisée dans les aires de 200 000 à moins de 700 000 habitants,.

### Occupation des sols
L'occupation des sols de la commune, telle qu'elle ressort de la base de données européenne d’occupation biophysique des sols Corine Land Cover (CLC), est marquée par l'importance des territoires agricoles (51,6 % en 2018), une proportion identique à celle de 1990 (51,6 %). La répartition détaillée en 2018 est la suivante : 
forêts (45,2 %), cultures permanentes (16,5 %), terres arables (15,4 %), zones agricoles hétérogènes (11,9 %), prairies (7,9 %), mines, décharges et chantiers (3,2 %). L'évolution de l’occupation des sols de la commune et de ses infrastructures peut être observée sur les différentes représentations cartographiques du territoire : la carte de Cassini (XVIIIe siècle), la carte d'état-major (1820-1866) et les cartes ou photos aériennes de l'IGN pour la période actuelle (1950 à aujourd'hui).

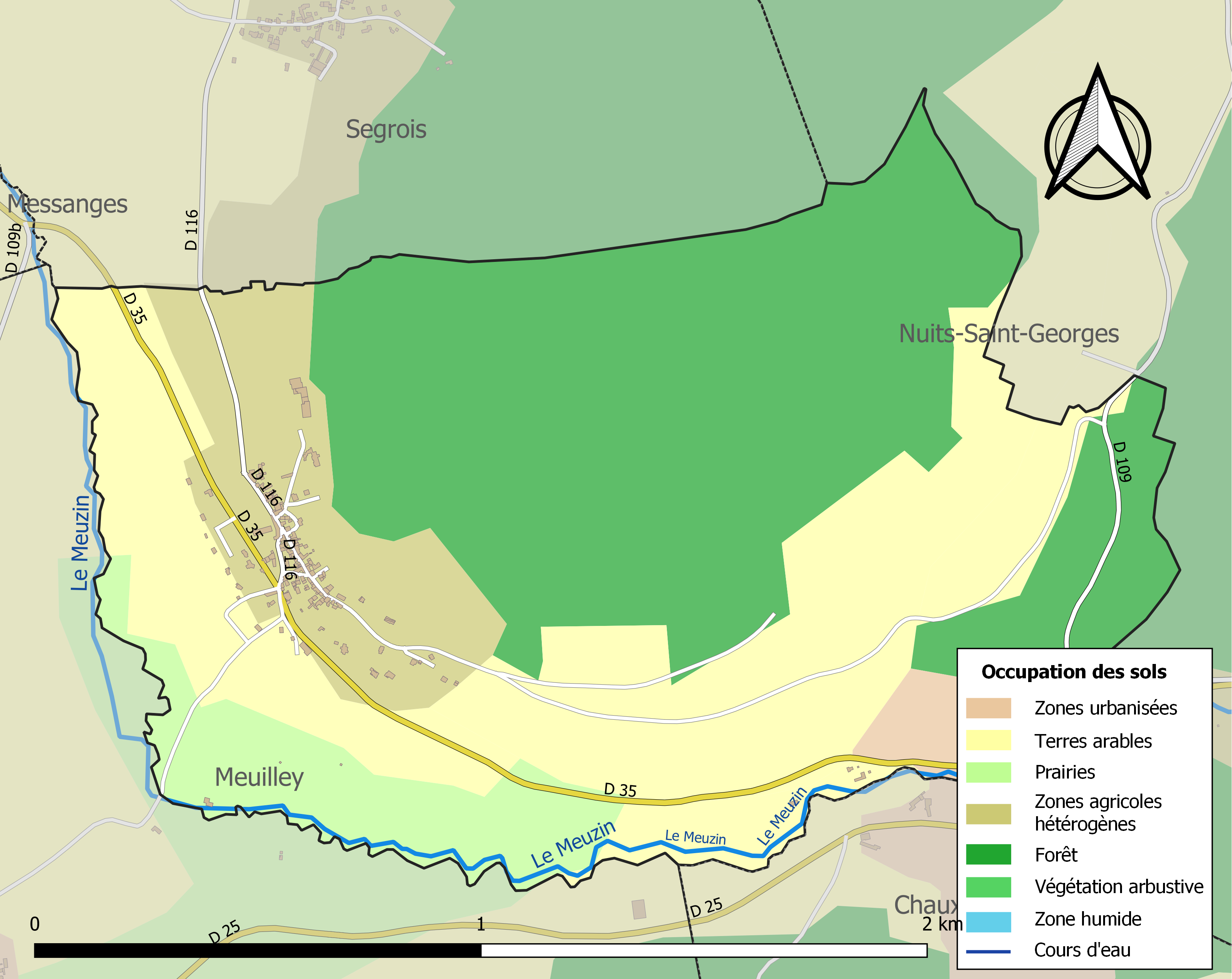
Carte des infrastructures et de l'occupation des sols de la commune en 2018 (CLC).

## Toponymie
Noms successifs : Vilers (vers 1173) ; Vilers juxta Virgeium ("Vilers lès Vergy" - et non "sous Vergy" -, 1233) ; Villars soubz Vergy (1450) ; Villars Fontaine (1622)[réf. nécessaire] ; Villars-Fontaines (au pluriel - carte de Cassini, vers 1750) ; Villars-Fontaine érigé en commune en 1792 (dépendait auparavant de la paroisse de Meuilley).[réf. nécessaire]
Le nom de Villars vient vraisemblablement du gallo-romain « villaris » qui s'appliquait à une dépendance d'exploitation agricole. Ce fut d'abord « Vilers » dès le XIIe siècle puis « Villars sous Vergy », du nom de la célèbre forteresse sur la butte de Vergy. Cet ensemble exceptionnel comprenait un vaste château fort, l'abbaye de Saint-Vivant (de nos jours sur Curtil-Vergy) et dans l'enceinte du château l'importante collégiale Saint-Denis. Le nom incluait « sous Vergy » à cause de l'importance de la seigneurie de Vergy et, subséquemment, parce que le hameau de Villars dépendait de la paroisse de Vergy ; de plus le chapitre de Saint-Denis de Vergy était, jusqu'en 1617, propriétaire de la seigneurie de Villars. 

Puis, après des hésitations au cours du XVIIe siècle, le nom de Villars Fontaines s'imposa ; l'ajout de « Fontaines » reflète l'abondance des sources à Villars. Le nom est par la suite passé au singulier.[réf. nécessaire]

## Histoire
Il ne semble pas y avoir eu d'établissements préhistoriques sur la commune.

### Époque gallo-romaine
Le nom de Villars vient vraisemblablement du gallo-romain « villaris » qui s'appliquait à une dépendance d'exploitation agricole. Ce qui signifie qu'à l'époque gallo-romaine, Villars était un écart de la villa de Meuilley, où une occupation gallo-romaine certaine a pu susciter le développement d'écarts vers Villars.

### Moyen Âge
Villars a été ensuite dépendant de la seigneurie de Vergy.
Vergy et les villages à proximité sont d'origine médiévale, créés directement ou indirectement par les seigneurs de Vergy, puis les ducs de Bourgogne et les établissements ecclésiastiques (abbaye de Saint-Vivant, Chapitre de Saint-Denis de Vergy, abbaye du Lieu-Dieu). Le finage de Villars fut donné en partie au Chapitre de Saint-Denis par les sires de Vergy et, par des échanges, le chapitre acquit la totalité du finage.
Il y a vers Segrois une très belle cabotte sous murger qui est difficilement datable. Les vestiges les plus anciens semblent être les caves du château du XIIIe ou XIVe siècle. Des restes médiévaux sont visibles dans des maisons à la Moingine et à l'Issard.

### Temps modernes

#### Avant la Révolution
Dès le milieu du XVIe siècle, Antoine de la Tour, avocat et maire de Beaune à trois reprises, s'intéresse au pays de Vergy. Il acquiert à Villars le clos au Duc en 1558, la seigneurie de Meuilley en 1563, et semble résider dans la maison seigneuriale de Villars. En 1610, Henri IV fait démanteler la forteresse de Vergy et de ce fait détruit la collégiale Saint-Denis. Le chapitre s'installe à Nuits-Saint-Georges avec les reliques de saint Denis. Le petit-fils d'Antoine de la Tour acquiert en 1617 la seigneurie de Villars du chapitre de Saint-Denis. Allié avec l'ancienne famille de Saumaise-Chazan (capitaine de Vergy un siècle plus tôt) par sa sœur, ces derniers héritent par les De la Tour de la seigneurie de Villars.
La demeure que l'on appelle « le Château » date de la fin du XVIIe, vraisemblablement construite par la dame de Villars, Charlotte Regnault de Saint-Quentin, entre 1690 et 1700 ; le nombre de feux passe alors de 17 à 34, attirant artisans, fermiers et domestiques pour sa construction et son installation. Auparavant, il existait une maison seigneuriale mentionnée tout au long du XVIIe siècle. Des vestiges de stucs Renaissance dits du « château de Villars-Fontaine » sont au musée de Beaune mais leur origine ne peut être prouvée.
En 1719, la seigneurie est achetée par Jean-Baptiste Gagne, puis par Hubert Joseph Pasquier en 1758. Celui-ci développe surtout les jardins, dans la ligne des physiocrates : à partir de 1750 des jardiniers viennent travailler à Villars.
Le patron de la cure de Villars-Fontaine est la collégiale de Nuits. La paroisse est celle de Meuilley, qui fait partie du diocèse d'Autun jusqu'en 1790 puis du diocèse de Dijon. Les actes des assemblées de 1635, 1645, 1646  et 1666 (enquête de l'intendant Bouchu) nous laissent entrevoir la vie communautaire. En 1621, le seigneur de Villars achète Messanges, à l'époque une annexe de Collange et dont dépend le fourneau de Pellerey. Pellerey, de nos jours un hameau sur Curtil-Vergy sur le Meuzin, en bordure de la commune de Messanges, est relié à Curtil-Vergy par une voie qui s'appelle encore la « rue des forges de Pellerey » ; et côté sud de Pellerey se trouve le « clos des Tuileries ». De plus, le Meuzin porte le moulin de Pellerey à 450 m en amont (au nord) et le moulin de Chevalier à 350 m en aval (au sud). Ces éléments indiquent un lieu certainement très actif autrefois, et aux activités diverses.

#### Après la Révolution
Après des hésitations au cours du XVIIe siècle, le nom de Villars-Fontaine s'impose et la commune de Villars-Fontaine naît en 1789. L'ajout de « Fontaine » reflète l'abondance des sources à Villars (voir la section "Hydrographie" ci-dessus).
Entre 1789 et 1815, un long procès oppose le seigneur Pasquier et la commune pour la possession de l'étang Reignier. Celui-ci revient à la commune par un jugement du Conseil d'état ; ce qui permet, grâce à la plantation de peupliers, de financer la maison commune en 1865 (architecte Caillot à Dijon).
Au XIXe siècle, les Mollerat de Pellerey achètent le château et transportent la grille de Saint-Vivant, dont ils avaient acheté les bâtiments comme bien national, à l'entrée du château de Villars.

### Époque contemporaine
Il y a peu de communaux à Villars : les friches de la montagne, le bois de Vaugloux, l'étang Reignier. La commune possède quelques vignes et une carrière qui est aujourd'hui en cours d'aménagement.

Cette construction, qui abrite l'école et l'instituteur de 1881 à 1970, fait partie de la vague de grands travaux du XIXe siècle avec la déviation de la départementale en 1860 et le réseau de fontaines publiques en 1871. Viennent ensuite le téléphone en 1900, l'électricité en 1925, la télévision vers 1958, le revêtement des chemins autour de 1960. Le réseau d'eau est amélioré en 1963 avec l'arrivée de l'eau sur l'évier. Le tramway de l'arrière-Côte dessert Villars, sa halte et la gare des carrières de 1922 à 1934.
Aux XVIIe, XVIIIe et XIXe siècles les habitants étaient principalement vignerons (propriétaires ou ouvriers), puis laboureurs ou artisans. Au XVIIe siècle les vins de Villars sont peu prisés, un phénomène qui semble s'améliorer au cours des XVIIIe et XIXe siècles. Puis arrive la terrible crise du vignoble français dans la seconde moitié du XIXe siècle, qui commence avec l'oïdium (à partir de ~1850), suivi du phylloxéra (à partir des années 1860), du mildiou (arrivé vers 1880) et du black rot (vers 1885). En une génération humaine, la viticulture est ruinée. Après replantation, le pays reste figé jusqu'au renouveau des Hautes côtes de Nuits à partir de 1961 et le travail sur la qualité qui y est associé. Aujourd'hui le meilleur est le pinot noir vers le clos au Duc et les Gruenchats, et le pinot chardonnay blanc sur les argiles blanches de la Jiromé,.
Le monument commémoratif de la bataille du 18 décembre 1870 est édifié par le Souvenir français en 1896. Il est l’œuvre du sculpteur Aristide Onésyme Croisy et du fondeur Antoine Durenne de Sommevoire. Il commémore le repli vers Pont-de-Pany des forces allemandes devant les forces françaises dans Villars et le canon sur la montagne de Chaux.

## Politique et administration

### Les maires de Villars
| Période            | Période                      | Identité                        | Étiquette | Qualité |
| ------------------ | ---------------------------- | ------------------------------- | --------- | ------- |
| 1789               | ?                            | Bénigne Périer                  |           |         |
| An II              | An V                         | Jean Lavielle                   |           |         |
| An VI              | AnVII                        | Pierre Mongeard                 |           |         |
| An VIII            | 1813                         | Jean Lavielle                   |           |         |
| 1814               | ?                            | Louis Brunet de Monthélie       |           |         |
| 1815               | 1820                         | Théophile Brunet                |           |         |
| 1821               | 1823                         | Louis Florent Alexandre Bouguet |           |         |
| 1825               | 1828                         | Jean Renevey                    |           |         |
| 1829               | 1830                         | Jean-Baptiste Renevey           |           |         |
| 1831               | ?                            | Antoine Rodier-Rodier           |           |         |
| 1832               | 1834                         | Pierre Bouillot-Pansiot         |           |         |
| 1835               | 1840                         | François Renevey                |           |         |
| 1840               | 1848                         | Pierre Rodier                   |           |         |
| 1848               | 1848                         | Pierre Noellat                  |           |         |
| 1848               | 1851                         | François Lavielle               |           |         |
| 1851               | 1859                         | Pierre Rodier                   |           |         |
| 1860               | 1869                         | Emiland Bouillot                |           |         |
| 1869               | ?                            | Guillaume Rodier                |           |         |
| 1870               | 1872                         | Pierre Noellat                  |           |         |
| 1872               | 1878                         | François Rodier                 |           |         |
| 1878               | 1882                         | Jean-Baptiste Renevey           |           |         |
| 1882               | 1883                         | François Rodier-Vacherot        |           |         |
| 1884               |                              | Philippe Joannet                |           |         |
| 1884               | 23 octobre 1903 (démission)  | François Rodier-Vacherot        |           |         |
| 1903               | 29 novembre 1905 (démission) | René Cornu                      |           |         |
| 1905               |                              | Auguste Gibassier               |           |         |
| 1908               | 1911                         | Félix Nicol                     |           |         |
| 1912               | 1914                         | Armand Bissey                   |           |         |
| 1914               | 1920                         | Hypolitte Beaugnon              |           |         |
| 1920               | 1935                         | Louis Joly                      |           |         |
| 1935               | 1937                         | Joseph Heurtefeu                |           |         |
| 1937               |                              | Joseph Soron                    |           |         |
| 1945               | 1947                         | Ferdinand Hudelot               |           |         |
| 1947               | 1959                         | Georges Nicol                   |           |         |
| 1959               | 1977                         | Léon Boone                      |           |         |
| 1977               | 1995                         | Henry Hudelot                   |           |         |
| 1995 (mars 2001 ?) | 2009                         | Yves Bazin                      |           |         |
| 2009               |                              | Pierre Lignier                  |           |         |

### Les instituteurs de Villars
- 1880 : Quignard
- Victor Gaillot
- Lucien Boisseau
- Marie-Louise Furlotti
- Germaine Lapalus
- Mme Isaac
- Mr Massin
- Mme Massin
- Mlle Billiot
- Mme Boisot
- Mlle Bernasconi
- Mr Chamesson

École fermée en 1970.

## Démographie
Villars est une modeste commune de 290 hectares, sa population actuelle est de 120 habitants. Importante au milieu du XIVe siècle (35 feux en 1377 soit environ 160 habitants), la population s'écroule pendant la guerre de Cent ans (14 feux en 1431), puis varie lentement ou brutalement au gré des épidémies, des crises alimentaires, des crises agricoles ou d'événements comme la construction du château. Le maximum est atteint au début du XIXe s. avec 198 habitants, le minimum à 92 entre 1936 et 1975.
L'évolution du nombre d'habitants est connue à travers les recensements de la population effectués dans la commune depuis 1793. Pour les communes de moins de 10 000 habitants, une enquête de recensement portant sur toute la population est réalisée tous les cinq ans, les populations de référence des années intermédiaires étant quant à elles estimées par interpolation ou extrapolation. Pour la commune, le premier recensement exhaustif entrant dans le cadre du nouveau dispositif a été réalisé en 2004.

En 2022, la commune comptait 115 habitants, en évolution de −4,96 % par rapport à 2016 (Côte-d'Or : +0,82 %, France hors Mayotte : +2,11 %).
| 1793 | 1800 | 1806 | 1821 | 1836 | 1841 | 1846 | 1851 | 1856 |
| ---- | ---- | ---- | ---- | ---- | ---- | ---- | ---- | ---- |
| 159  | 197  | 197  | 188  | 182  | 180  | 157  | 155  | 167  |

| 1861 | 1866 | 1872 | 1876 | 1881 | 1886 | 1891 | 1896 | 1901 |
| ---- | ---- | ---- | ---- | ---- | ---- | ---- | ---- | ---- |
| 155  | 164  | 152  | 154  | 174  | 173  | 161  | 138  | 133  |

| 1906 | 1911 | 1921 | 1926 | 1931 | 1936 | 1946 | 1954 | 1962 |
| ---- | ---- | ---- | ---- | ---- | ---- | ---- | ---- | ---- |
| 123  | 112  | 104  | 146  | 119  | 92   | 99   | 99   | 97   |

| 1968 | 1975 | 1982 | 1990 | 1999 | 2004 | 2006 | 2009 | 2014 |
| ---- | ---- | ---- | ---- | ---- | ---- | ---- | ---- | ---- |
| 93   | 98   | 112  | 117  | 110  | 130  | 134  | 126  | 123  |

| 2019 | 2022 | - | - | - | - | - | - | - |
| ---- | ---- | - | - | - | - | - | - | - |
| 113  | 115  | - | - | - | - | - | - | - |

## Culture locale et patrimoine

### Lieux et monuments
Le cœur du village est assez homogène, datant des XVIIe, XVIIIe et XIXe siècles. La partie moderne, datant du dernier quart du XXe siècle, est bien caractéristique du mitage périurbain contemporain.
- Mairie-lavoir de 1866, avec le lavoir au niveau de la rue et le bâtiment de mairie au premier étage. Le lavoir est clos sur trois côtés et fermé en façade par une grille avec portillon[32].  Inscrite MH ( 2005)[33],[34],[35].
- Château de Villars-Fontaine[36]
- Monument commémoratif de la bataille du 18 décembre 1870
- Cabotte en murger
- Croix de dévotion (2)
- Croix du village
- Maisons du XVIIe au XIXe siècle
- Maison seigneuriale de la fin du XVIIe, son parc, le portail de Saint-Vivant
- Pont du Meuzin vers Meuilley : pont mixte où passait le tramway et les bords du Meuzin
- Carrières : des Toppes, du Saut de la Pucelle, de la combe Jacotte
- La montagne karstique parcourue par les sentiers de randonnées
- La combe de la Serrée
- Nombreuses fontaines
- Salle des fêtes pouvant accueillir les nombreux banquets bourguignons et autres réjouissances liées aux saisons viticoles

### Personnalités liées à la commune
- Bernard Hudelot (1942-2019), viticulteur et œnologue reconnu et atypique, y est né. Il achète le château en 2000 qui unifie le domaine viticole de 33 hectares qu'il a créé progressivement depuis 1971.